# RAFT (Satellit)
RAFT (Radar Fence Transponder, nach dem Start auch Navy-OSCAR 60) war ein Amateurfunksatellit, der zu Ausbildungszwecken an der US-Marineakademie entwickelt und gebaut wurde.

## Aufbau
Der 3 kg schwere RAFT hatte einen kubischen Aufbau von 12,7 cm Kantenlänge und entsprach somit nicht dem Cubesat-Standard. Zur Energieversorgung dienten Solarzellen auf allen sechs Seiten des Satelliten. Er besaß weder Lageregelung noch Antriebssysteme.
Als Nutzlast enthielt RAFT einen Empfänger auf 216,98 MHz für Kalibrierungsexperimente des US Navy Space Surveillance Radars. Für Amateurfunk-Verbindungen befand sich ein AX.25-Digipeater auf 145,825 MHz mit eingebautem Sprachsynthesizer an Bord.
Zwei feststehende und mit Federn ausgestattete Antennen dienten zur Kommunikation und zusätzlich als Separationssystem für den fast baugleichen Schwestersatelliten MARScom. Weiterhin wurde beim Trennungsvorgang eine 122 cm lange Drahtantenne aus 0,5-mm-Nitinol-Draht für das 10-m-Amateurfunkband auf Kurzwelle abgespult, womit der Satellit Signale in der Betriebsart PSK31 empfing.

## Missionsverlauf
Der Satellit wurde am 21. Dezember 2006 zusammen mit dem gleicherorts entwickelten MARS-Satelliten MARScom während der Mission STS-116 vom Space Shuttle Discovery in eine niedrige Erdumlaufbahn freigesetzt (Bahnneigung 51,6 Grad, Apogäum 254 km, Perigäum 228 km).
Am 30. Mai 2007 erfolgte der Wiedereintritt in die Erdatmosphäre.